# Hermann Burkhardt (Journalist)
Hermann Burkhardt, Pseudonyme Charles Corot und Charles Monet (* 4. Juli 1910 in Eisenberg; † 20. Juli 2003 in Saarbrücken) war ein deutscher kommunistischer Politiker (KPD/SED) und Journalist. Burkhardt war von 1949 bis 1953 Chefredakteur des Deutschlandsenders in der DDR.

## Leben
Der Sohn eines Metalldrehers Hermann Burkhardt besuchte das Realgymnasium in Eisenberg in Thüringen und studierte danach Volkswirtschaft und Rechtswissenschaft in Leipzig, Paris und Berlin. Im Oktober 1931 wurde Burkhart Mitglied der KPD und der KPD-Studentengruppe. Er war Organisationsleiter für Agitation und Propaganda an der Universität Berlin. 
Nach der Machtübergabe an die Nationalsozialisten und dem Verbot der KPD unterstützte Burkhardt die Partei auch in der Illegalität. Im März 1933 war er Mitorganisator eines illegalen Studentenkomitees. Ende 1933 ging Burkhardt in die Emigration nach Paris und begann dort mit journalistischen Arbeiten. Von 1933 bis 1939 schrieb er für die KPD-Zeitungen Balkan Korrespondenz und Europäische Stimme. 1935 bis 1937 war Burkhart Sekretär beim Weltstudentenkomitee für Frieden, Freiheit und Fortschritt in Paris. 1937 wechselte er zum Hilfskomitee für Spanien und war dort bis 1939 Leiter der Abteilung für Presse und Propaganda. Außerdem war Burkhardt 1939 Mitarbeiter des Zentralkomitees des Kommunistischen Jugendverbandes Deutschlands (KJVD) und des illegalen Radiosenders 29,2. 
1939 bis 1941 war Burkhardt in Frankreich interniert. 1942 wurde er Mitglied der illegalen KPD-Leitung in Marseille. Nach Konflikten mit Lex Ende und Willi Kreikemeyer schied er dort 1943 aus. 1943 und 1944 kämpfte Burkhardt unter den Decknamen Charles Corot und Charles Monet in der Résistance. 1944 war Burkhardt außenpolitischer Redakteur verschiedener Zeitungen der Kommunistischen Partei Frankreichs (KPF) in Marseille. Im gleichen Jahr übernahm er die Propagandaabteilung für West- und Südfrankreich des Komitees Freies Deutschland für den Westen (CALPO). 1945 war er außenpolitischer Redakteur der in Paris produzierten KPD-Zeitung Volk und Vaterland. 
Im August 1945 kehrte Burkhardt nach Deutschland zurück. Von September 1945 bis Mai 1946 war er Chefredakteur der Neuen Saarbrücker Zeitung und von 1946 bis 1948 Chefredakteur der Zeitung Neue Zeit in Saarbrücken. Im April 1948 wurde Burkhardt wegen seiner journalistischen Arbeit für die KPD von den französischen Besatzungstruppen aus dem Saarland ausgewiesen und siedelte in die sowjetische Besatzungszone über. 
Im Mai 1948 trat Burkhardt in die SED ein und wurde Redakteur des Radiosenders Deutsche Stimme, Redakteur bei der Zeitung Vorwärts und Mitarbeiter des sowjetischen Nachrichtenbüros in Berlin-Weißensee. Im Mai 1949 wurde Burkhardt Mitarbeiter des Berliner Rundfunks, danach Chefredakteur des Deutschlandsenders. 1953 bis 1956 war Burkhardt stellvertretender Chefredakteur der Berliner Zeitung. 1956 und 1957 war Burkhardt für die Berliner Zeitung und die DDR-Nachrichtenagentur Allgemeiner Deutscher Nachrichtendienst (ADN) Korrespondent in Stockholm. 
Von 1958 bis 1962 war Burkhardt Generalsekretär der kommunistischen Internationalen Organisation der Journalisten (IOJ). Ab 1962 war er Korrespondent verschiedener DDR-Medien in Kuba und Vizepräsident der Deutsch-Lateinamerikanischen Gesellschaft. Bis in die 1980er Jahre war Burkhardt Kommentator im Staatlichen Komitee für Rundfunk der DDR. 1990 zog Burkhardt zurück ins Saarland und verstarb 2003 in Saarbrücken.

## Ehrungen
- 1960 Vaterländischer Verdienstorden in Silber
- 1975 Vaterländischer Verdienstorden in Gold
- 1980 Ehrenspange zum Vaterländischen Verdienstorden in Gold
- 1985 Stern der Völkerfreundschaft in Gold

## Werke
- Hermann Burkhardt: Marseille ist kein Hafen. Berlin 1955.
- Hermann Burkhardt: Der Eiffelturm bleibt in Paris. Berlin 1956.